# Joan Vickers, Baroness Vickers
Joan Helen Vickers, Baroness Vickers, DBE (* 3. Juni 1907 in London; † 23. Mai 1994 in East Chisenbury, Wiltshire) war eine britische Politikerin der National Liberal Party und der Conservative Party. Seit 1975 war sie als Life Peeress Mitglied des House of Lords.

## Leben
Vickers wurde als Tochter von Horace Cecil Vickers und dessen Ehefrau Lillian Morro Lambert Grose geboren. Sie besuchte das St Monica’s College in Burgh Heath in der Grafschaft Surrey; kurzzeitig ging sie auch in Paris zur Schule.
Vickers’ politische Karriere begann in der Kommunalpolitik. Sie war von 1937 bis 1945 für den Stadtbezirk Norwood Division of Lambeth Mitglied des London County Council. Gegen Ende des Zweiten Weltkrieges wär sie für das Niederländische Rote Kreuz in Südostasien stationiert. Bei den Britischen Unterhauswahlen 1945 kandidierte sie erfolglos für die Conservative Party für den Wahlkreis Poplar South. Von 1946 bis 1950 war sie als Sozialfürsorgerin und Lehrerin im Kolonialdienst. Sie war als Beamtin in der Funktion eines „Area Welfare Officer“ beim Social Welfare Department in Britisch-Malaysia tätig.
Bei den Britischen Unterhauswahlen 1955 wurde sie für den Wahlkreis Plymouth Davenport ins House of Commons gewählt; sie besiegte bei der Wahl den Kandidaten der Labour Party, Michael Foot. Zu ihren politischen Schwerpunkten gehörten die Sozialpolitik und die Wohlfahrtspolitik. Im Unterhaus stimmte sie für die Abschaffung der Todesstrafe. Im House of Commons sprach sie auch zur Verteidigungspolitik. Sie war die einzige Frau im House of Commons, die regelmäßig zu Verteidigungsfragen das Wort ergriff. Ihr Fachgebiet war insbesondere die British Royal Navy. Ihre Antrittsrede im House of Commons hielt sie im November 1955 im Rahmen der Debatte zur Housing Subsidies Bill.
1956 übernahm sie von Edith Summerskill den Gesetzentwurf zur Maintenance Orders (Attachment of Income) Bill und brachte sie als Private Member Bill ins Parlament ein. Das Gesetz sah vor, gesetzliche Unterhaltszahlungen direkt vom Einkommen des Ehemanns abzuführen; das Gesetz scheiterte 1957 jedoch am Widerstand von Parlamentsmitgliedern, die Juristen waren. Die Regierung griff jedoch den Gesetzentwurf nunmehr selbst auf und Vickers führte das Gesetz 1958 erfolgreich durch die Stufen des Gesetzgebungsverfahrens. 1963 stimmte sie mit Judith Hart erfolgreich gegen die Employment of Women Bill.  1964 brachte sie erfolgreich ihre zweite Private Member Bill ein, die Young Persons (Employment) Bill; diese hatte die Verbesserung der Arbeitsbedingungen junger Menschen zum Ziel. 1973 wandte sie sich gemeinsam mit Barbara Castle und Shirley Summerskill gegen den Versuch der Regierung, Unterstützungsleistungen für Mütter durch einen Steuerabzug bei der Lohnsteuer des Vaters zu ersetzen.
Bei den Britischen Unterhauswahlen im Februar 1974 unterlag Vickers dem Kandidaten der Labour Party, David Owen, und schied Ende Februar 1974 aus dem House of Commons aus. Bei den Britischen Unterhauswahlen im Oktober 1974 trat Vickers erneut, jedoch erfolglos, für den Wahlkreis Plymouth Davenport an; zuvor war ihr früherer Wahlkreis durch die Boundary Commission, die für die Einteilung des Wahlkreises und die Festlegung der Wahlkreisgrenzen zuständig war, abgeschafft worden.
Vickers war auch in der internationalen Politik aktiv. Sie war von 1960 bis 1964 Delegierte des Vereinigten Königreichs (UK Delegate) bei der Status of Women Commission der Vereinten Nationen. 1962 war sie Präsidentin (President) des Status of Women Committee. Von 1967 bis 1974 war sie Delegierte des Vereinigten Königreichs beim Europarat und bei der Westeuropäischen Union (WEU).
Sie war außerdem Vorsitzende (Chairman) der European-China Association und der Anglo-Indonesian Society. Sie war weiters Vorsitzende (Chairman) des National Centre for Cued Speech for the Deaf, sowie Gründerin und Präsidentin (Founder-president) des Institute of Qualified Private Secretaries.
Vickers war unverheiratet.

## Mitgliedschaft im House of Lords
Am 27. Januar 1975 wurde Vickers zur Life Peeress ernannt und wurde Mitglied des House of Lords; sie trug den Titel Baroness Vickers, of Devonport in the County of Devon. Im House of Lords saß sie für die Conservative Party.

## Auszeichnungen
Vickers wurde 1946 zum Member des Order of the British Empire ernannt; damit wurde ihre Arbeit mit Kriegsgefangenen bei ihrem Einsatz mit dem Roten Kreuz in Südostasien gewürdigt. 1964 wurde sie zum Dame Commander des Order of the British Empire ernannt.